# Lancia Y10
Lancia Y10, nebo také Autobianchi Y10 byl malý osobní automobil, který v letech 1985 až 1996 vyráběl italský koncern Fiat v Miláně. Vůz byl nástupcem automobilu Autobianchi A112 a nahradil jej typ Lancia Y. Vyráběl se jako třídveřový hatchback. 

## Popis
Do roku 1992 probíhala výroba v milánské továrně společnosti Autobianchi. Poté se výroba přesunula do areálu firmy Alfa Romeo. Vůz byl postaven na podvozku první generace automobilu Fiat Panda, který byl ale zkrácen o deset centimetrů. Byl koncipován jako malé městské vozítko určené zejména ženám.

## Motory
- 1.0 L
- 1.1 L
- 1.3 L (56 kW)
- 1.05 L Turbo (62,5 kW)

## Rozměry
- Rozvor - 2159 mm
- Délka - 3390 mm
- Šířka - 1510 mm
- Výška - 1420 mm
- Váha - 780 kg